# أوشا فانس
أوشا تشيلوكوري فانس (بالإنجليزية: Usha Vance)‏ (المولودة باسم أوشا بالا تشيلوكوري؛ 6 يناير 1986)، هي محامية أمريكية، تشغل منصب السيدة الثانية للولايات المتحدة منذ يناير 2025، بصفتها زوجة نائب الرئيس جي دي فانس. وهي أول أمريكية من أصل آسيوي وأول هندوسية تشغل هذا المنصب.
وُلدت فانس في مقاطعة سان دييغو، كاليفورنيا، لوالدين مهاجرين من أصل تيلوغو هندي. نشأت في بيئة من الطبقة المتوسطة العليا. حصلت على درجة البكالوريوس في التاريخ من جامعة ييل، ثم على درجة الدكتوراه في القانون من كلية ييل للحقوق. بعد التخرج، عملت ككاتبة قانونية لعدد من القضاة الفيدراليين، منهم رئيس المحكمة العليا جون روبرتس، والقاضي بريت كافانو، والقاضي أمول ثابار.
في عام 2019، انضمت إلى نقابة محامي مقاطعة كولومبيا، وعملت في مكتب محاماة بارز متخصص في الدعاوى المدنية والاستئنافات، متناولة قضايا تتعلق بالتعليم العالي، والحكومة المحلية، والترفيه، والتكنولوجيا. تركت العمل في مكتب المحاماة في يوليو 2024.
خلال المؤتمر الوطني الجمهوري لعام 2024، قدمت فانس خطابًا لتعريف الجمهور بزوجها جي دي فانس. كما دعمت حملته الانتخابية بشكل نشط وظهرت في العديد من الفعاليات، حيث كانت تلقي كلمات أحيانًا.

## الحياة المبكرة والتعليم
وُلدت أوشا تشيلوكوري في ضاحية من سان دييغو، كاليفورنيا، لأبوين مهاجرين من الهند يتحدثان التيلجو. والدها مهندس ميكانيكي من IIT Madras ومحاضر في جامعة ولاية سان دييغو، ووالدتها عالم الأحياء الجزيئية ونائب الرئيس في جامعة كاليفورنيا، سان دييغو.
تنتمي عائلة أوشا إلى مجتمع التيلجو وهاجرت من أندرا براديش، الهند، في الثمانينيات. نشأت في ضاحية رانشو بيñasكيتوس في سان دييغو، وهي ضاحية من الطبقة المتوسطة العليا.

## التعليم
في عام 2003، تخرجت من مدرسة مونا كارمل الثانوية، حيث أدت في فرقة marching band. لديها أخت واحدة، شريا. وصفها أصدقاء الطفولة بأنها "قائدة" و"دودة كتب". التحقت بـ جامعة ييل، وتخرجت بمرتبة الشرف العليا في عام 2007 بشهادة بكالوريوس في التاريخ، وكانت عضوًا في في بيت كابا. خلال فترة دراستها في ييل، تطوعت في المدارس الابتدائية المحلية، وقيادة مجموعة فتيات الكشافة، وأصبحت رئيسة تحرير منشور تعليمنا، المتخصص في سياسات التعليم. بعد التخرج، درست اللغة الإنجليزية والتاريخ الأمريكي كزميلة تعليم ييل-الصين في جامعة صن يات سن في غوانغتشو، الصين. ثم التحقت بكلية كلير، كامبريدج في إنجلترا، كمنحة غيتس كامبريدج، وحصلت على ماجستير في الفلسفة في التاريخ الحديث المبكر في عام 2010.

## الدراسات العليا
في عام 2013، حصلت فانس على دكتوراه في القانون من كلية الحقوق بجامعة ييل، حيث كانت المديرة التنفيذية لصحيفة مجلة ييل للقانون ومديرة تحرير مجلة ييل للقانون والتكنولوجيا. خلال فترة دراستها في كلية الحقوق بجامعة ييل، شاركت في عيادة الدفاع عن الحقوق في المحكمة العليا، وعيادة حرية الإعلام والوصول إلى المعلومات، ومشروع مساعدة اللاجئين العراقيين، وشبكة التطوع.

## السيرة المهنية
عملت أُشا فانس كـكاتب قانوني للقاضي أمول ثابار من محكمة الدائرة الشرقية من كنتاكي من عام 2013 حتى عام 2014، ثم للقاضي بريت كافانو في محكمة الاستئناف للدوائر الفيدرالية من عام 2014 حتى عام 2015، ثم للقاضي جون روبرتس من عام 2017 حتى عام 2018.
في مايو 2019، تم قبولها في نقابة محامي مقاطعة كولومبيا. عملت في شركة المحاماة منجر، تولس وأولسون، حيث تعاملت مع التقاضي المدني والاستئنافات في القضايا المتعلقة بالتعليم العالي والحكومة المحلية والترفيه والتكنولوجيا، حتى يوليو 2024، عندما استقالت "لتركيزها على رعاية عائلتنا". من بين عملائها أمناء جامعة كاليفورنيا وشركة المحيط الهادئ للغاز والكهرباء وقسم من شركة والت ديزني. عملت فانس سابقًا كمساعدة صيفية في ويليامز وكونولي وتافت ستيتينياس وهوليستر وليفين ساليبان كوتش وشولتز.
شغلت فانس في السابق منصب في مجلس جمعية خريجي غيتس كامبريدج وعملت كأمينة للمجلس أوركسترا سينفونية سينسيناتي.

## أنشطة أخرى

### الحملة الانتخابية لمنصب نائب الرئيس لجيدي فانس
في مؤتمر الحزب الجمهوري الوطني في يوليو 2024، ألقت أusha فانس، زوجة جيدي فانس، كلمة تقديمية لزوجها. منذ ذلك الحين، أصبحت مستشارة لزوجها، وغالبًا ما تسافر معه إلى الفعاليات الانتخابية، وأحيانًا تظهر على المسرح معه.
وفقًا لبعض المصادر، ساعدت زوجها في التحضير لمناظرة نائب الرئيس. بعد المناظرة، تلقت بعض الفضل في أدائه.

## الحياة الشخصية والخلفية
أثناء دراستها في كلية الحقوق بجامعة ييل، التقت تشيلوكوري بزوجها المستقبلي، جيدي فانس، وهي علاقة شجعها أستاذهم أمي تشوا. وصفت تشوا علاقتهما بأنها "غير مرجحة للغاية، تقريبا عكس شخصياتهم". في عام 2013، تعاونت تشيلوكوري وفانس لتنظيم مجموعة مناقشة في ييل تركز على "الانحدار الاجتماعي في أمريكا البيضاء". غالبًا ما كان فانس يصف تشيلوكوري بأنها "دليل روح ييل" الخاصة به.
تزوجت تشيلوكوري وفانس في عام 2014 في كنتاكي، في زواج بين الأديان، حيث قرأ صديق زوجها جميل جيفاني من الكتاب المقدس، ورزقت الزوجين ببركة باندت هندي. لديهم ثلاثة أطفال ويعيشون في سينسيناتي. هي هندوسية تمارس شعائر دينها، بينما زوجها مسيحي نشأ في المسيحية الإنجيلية لكنه تحول إلى الكاثوليكية في عام 2019.
وفقًا للسجلات العامة، في عام 2014، صوتت تشيلوكوري في الانتخابات التمهيدية للحزب الديمقراطي، ولكن في عام 2022، صوتت في الانتخابات التمهيدية الجمهورية التي كان زوجها مرشحًا فيها. عملت كمساعدة قانونية للقضاة المحافظين، مثل روبرتس وكافانو، لكنها عملت أيضًا في مكتب محاماة في كاليفورنيا لديه ثقافة عمل تقدمية.
تشيلوكوري قارئة نهمة منذ صغرها. في طفولتها، زارت الهند كثيرًا وتعرفت على الأدب الهندي من خلال قراءة كتب للكاتب الحائز على جائزة نوبل رابندرانات طاغور وروايات آر. كي. نارايان مثل أيام مالغودي، من بين آخرين. في عام 2016، قرأت كتاب زوجها، هيلبلي إيدي، ومنحته تقييمًا خمس نجوم.

### الخلفية العائلية
أصول أوشا تشيلوكوري تعود إلى مجتمع التيلجو برهامان في منطقتي غرب جودافاري وكريشنا في أندرا براديش، الهند. يمكن تتبع أجدادها من جهة والدها إلى تشيلوكوري بوتشيبابايا ساستري، الذي عاش في سايبورام في مقاطعة كريشنا في القرن الثامن عشر. انتقلت إحدى فروع العائلة لاحقًا إلى فادلورو بالقرب من تانكو في غرب جودافاري. والدتها، لاكشمي، من بامارو، مقاطعة كريشنا.
عمتها الكبرى، تشيلوكوري سانثاما، تعيش في فيزاغاباد، أندرا براديش، وتعتبر أكبر أستاذة نشطة في الهند عن عمر يناهز 96 عامًا اعتبارًا من عام 2024، وقد ألفت كتابًا استنادًا إلى النص المقدس القديم بهاغافاد غيتا.

## تجسيدها في وسائل الإعلام
في هيلبلي إيدي (2020)، فيلم عن حياة زوجها، تم تمثيلها من قبل الممثلة فريدا بينتو.